# Michał Potaczało
Michał Potaczało (ur. 8 sierpnia 1912 w Hucisku, zm. 4 stycznia 1975 w Chrzanowie) – polski duchowny katolicki, działacz Stronnictwa Narodowego, społecznik, kapelan AK.

## Życiorys
Był siódmym spośród dziewięciorga, dzieci Rocha i Marii z Kołodziejów. W 1919 rozpoczął naukę w miejscowej szkole powszechnej. Był zdolny i pracowity dlatego rodzice, za radą kierownika szkoły, oddali go do gimnazjum w Leżajsku. Utrzymywał się z udzielania korepetycji. Już jako gimnazjalista myślał o zostaniu zakonnikiem, zamierzał nawet po skończeniu szkoły wstąpić do Zakonu Ojców Bernardynów, który istniał przy bazylice leżajskiej. Zamiar ten jednak zmienił. Maturę zdał w 1932 roku i przez pięć lat, studiował jako kleryk Łacińskiego w seminarium duchownym w Przemyślu, gdzie zetknął się z rektorem i profesorem ks. Janem Balickim (wyniesionym na ołtarze przez Jana Pawła II w sierpniu 2002 roku w Krakowie).
Po święceniach, które otrzymał 20 czerwca 1937 z rąk ks. bpa Franciszka Bardy, został wikariuszem w Pysznicy k. Niska, gdzie pracował wśród młodzieży, założył kółko rolnicze, przedszkole, sklep katolicki, gdyż walczył z rozpijaniem miejscowej ludności i przybyszów budujących Stalową Wolę. W 1938 r. został przeniesiony do Rozwadowa, gdzie otrzymał posadę katechety. Dbał bardzo o poziom umysłowy i życie religijne młodej społeczności rozwadowskiej. Wśród dorosłych toczył walkę z pijaństwem, organizował spółdzielczość. Od wybuchu wojny, jesienią 1939 r. pomagał mieszkańcom Rozwadowa i jego okolic przetrwać ciężkie chwile, zorganizował żywienie ubogich, także Żydów, urządził szpital dla chorych i rannych, grzebał zmarłych i zabitych, doglądał uchodźców. Od 8 października 1939 r. należał do Narodowej Organizacji Wojskowej (razem z księżną Anną Lubomirską), później do AK i brał czynny udział w jej akcjach jako kapelan, organizator nasłuchu radiowego, zaopatrzeniowiec, łącznik. We wszystkich swoich działaniach miał ksiądz Michał Potaczało wielkie wsparcie ze strony księcia Jerzego Lubomirskiego z Charzewic, z którym był bardzo zaprzyjaźniony. W czasie swej działalności konspiracyjnej zetknął się ksiądz Michał Potaczało ze znanym rozwadowskim lekarzem Eugeniuszem Łazawskim. W czasie wojny Rozwadów był ważną placówką gestapo, często odbywały się tu aresztowania i publiczne egzekucje osób działających w konspiracji, dlatego wkrótce ks. Michał Potaczało musiał się ukrywać. Chodził w cywilnych ubraniach, nie spał już w swoim mieszkaniu, ale na wieży kościoła rozwadowskiego, w maleńkim pokoiku za zegarem.
Od 1942 do 1944 r. musiał się ukrywać przed gestapo, poszukiwany listem gończym. Tułał się wtedy po Beskidzie Niskim, po Bieszczadach, udając bądź nafciarza, bądź to występując pod fałszywym nazwiskiem felczera Aleksandra Münza.
W latach 1944–1945 był rezydentem w Chmielniku k. Rzeszowa, kapelanem w szpitalu. Czesław Naleziński ("Arsen") pisał o nim: Wspomnieć należy Ks. Michała Potaczało, który w roku 1944 ukrywał się w tutejszej parafii „spalony” na terenie Rozwadowa. Pamięć jego pozostała u parafian, dzięki jego franciszkańskim zasadom postępowania. Każdą intencję mszalną przekazywał chorym, których odwiedzał.
Gdy dowiedział się, że książę J. Lubomirski ma być aresztowany, zjawił się osobiście w Charzewicach i namawiał księcia do wyjazdu razem z rodziną, miał nawet przygotowane dokumenty i miejsce, gdzie mogliby się przenieść. Jednak książę nie chciał opuścić Charzewic. Potem zjawił się jeszcze raz ksiądz Michał Potaczało w Charzewicach, było to po aresztowaniu księcia Lubomirskiego. Zabrał do siebie do Chmielnika córkę Lubomirskich Jolantę (matka dziewczyny - księżna Anna już wtedy nie żyła, a ojciec wkrótce po aresztowaniu został zabity). Córkę Lubomirskich umieścił u swojej rodziny w Hucisku, a następnie pod zmienionym nazwiskiem wystarał się o przyjęcie jej do szkoły Głównej Gospodarstwa Wiejskiego w Warszawie, a później pomógł w emigracji. Los księżniczki po wojnie w kraju był zagrożony z powodu wielkich posiadłości, jakie mieli jej rodzice w przedwojennej Polsce. Księżniczka Lubomirska traktowała rodzinę Potaczałów jak swoją najbliższą rodzinę i w czasie studiów bardzo często przyjeżdżała do Huciska. Potem po wyjeździe na Maderę, często pisała listy do rodziny Potaczałów, a w każdym liście do księdza Michała było zaproszenie do przyjazdu na Maderę.
W roku 1945 ks. Michał Potaczało został kapelanem u Sióstr Urszulanek w Rokicinach Podhalańskich, skąd po roku, poszukiwany przez Urząd Bezpieczeństwa Publicznego, wyjechał na północ Polski. Na kilka lat (1946-1951) osiadł w Olsztynie, gdzie pracował jako kapelan w Szpitalu Mariackim i katecheta w gimnazjum. Uczył religii, języka polskiego, historii i matematyki (do 60 godzin tygodniowo). Z początkiem 1948 roku znalazł się w Skierniewicach, a potem w Michalinie k. Warszawy, którą wspominał z entuzjazmem. W tymże czasie ukończył zaocznie studia historyczne na Uniwersytecie Warszawskim, o czym parafianie dowiedzieli się dopiero po jego śmierci.
W latach 1951–1952 ponownie był kapelanem u sióstr urszulanek w Rokicinach Podhalańskich.
W 1952-1954 był rezydentem w Spytkowicach k. Rabki i w Poroninie.
19 marca 1954 roku objął parafię w Chrzanowie - Rospontowej, gdzie pracował z wielkim oddaniem, aż do dnia śmierci - 4 stycznia 1975 roku. Tam już pozostał, pochowany, jak sobie życzył w testamencie, obok kościoła i pomnika św. Maksymiliana Kolbego, który to wystawił wraz z parafianami w 1972 roku, na skraju lasu. Odszedł z trasy pielgrzymowania w samotności i dość niespodziewanie, bo po powrocie z innej parafii, gdzie był z pomocą kapłańską w pierwszy piątek miesiąca. W swoim testamencie napisał: (...)"Pragnę dla wszystkich Bożego, a więc najlepszego szczęścia i tego wszystkiego życzę. Taki był sens i cel mojego życia i działania. Zawsze byłem przekonany i to głosiłem, że ofiarna i bezwzględna miłość, dobroć Chrystusa, może budować niebo na ziemi i w wieczności. Pragnę tę prawdę ostatni raz przypomnieć wszystkim moim uczniom i parafianom, z którymi współpracowałem w dziełach Bożych".
Zwłoki ks. Michała Potaczały wystawiono w trumnie w salce na plebanii parafii Matki Bożej Ostrobramskiej na Rospontowej w Chrzanowie, a potem w kościele i pogrzebano z lewej strony kościoła koło pomnika św. Maksymiliana Kolbe.

### Kalendarium
- Ks. Michał Potaczało urodził się 8 sierpnia 1912 r. w rodzinie chłopskiej w Hucisku k. Leżajska jako siódme dziecko Rocha i Marii z Kołodziejów; miał ośmioro rodzeństwa - czterech braci i cztery siostry
- W latach 1919–1926 uczęszczał do Szkoły Powszechnej w Hucisku
- W latach 1926–1932 uczęszczał do państwowego Gimnazjum im. Bolesława Chrobrego w Leżajsku. Mieszkał na stancji i utrzymywał się z korepetycji.
- W latach 1932–1937 studiował w Łacińskim Seminarium Duchownym w Przemyślu.
- 20 czerwca 1937 r. przyjął święcenia kapłańskie z rąk ks. biskupa Franciszka Bardy.
- W latach 1937–1938 był wikarym w Pysznicy k. Niska, oraz działaczem Stronnictwa Narodowego. Założył kółko rolnicze, sklep i przedszkole.
- W latach 1938–1942 był wikarym w Rozwadowie, oraz od 8 października 1939 r. działaczem Narodowej Organizacji Wojskowej i Armii Krajowej.
- W latach 1942–1944 był poszukiwany przez Gestapo, ukrywał się i tułał.13 maja 1942 r. cudownie ocalał z rąk Gestapo.
- W latach 1944–1945 był rezydentem w Chmielniku k. Rzeszowa i kapelanem w szpitalu.
- W latach 1945–1946 i 1951 - 1952 był kapelanem Sióstr Urszulanek w Rokicinach Podhalańskich; poszukiwany przez Urząd Bezpieczeństwa Publicznego wyjeżdża na północ kraju.
- W latach 1946–1951 był kapelanem w Szpitalu Mariackim w Olsztynie, katechetą w miejscowym gimnazjum; uczył religii, języka polskiego, historii i matematyki.
- Początkiem 1948 r. znalazł się w Skierniewicach a potem w Michalinie k. Warszawy. W tym czasie ukończył też zaocznie studia historyczne na Uniwersytecie Warszawskim.
- W latach 1952–1954 był rezydentem w Spytkowicach k. Rabki i Poroninie.
- 19 marca 1954 r. został administratorem parafii Matki Bożej Ostrobramskiej na Rospontowej w Chrzanowie.
- 15 grudnia 1970 r. pismem nr 4650, podpisanym przez ks. Kardynała Wojtyłę Arcybiskupa Metropolitę Krakowskiego, został mianowany kanonikiem.
- 4 stycznia 1975 r. zmarł nagle na plebanii na Rospontowej i został pochowany przy tamtejszym kościele, zgodnie z jego życzeniem testamentowym.

## Twórczość
Ksiądz Michał Potaczało pozostawił po sobie liczne strony zapisków literackich prozą i wierszem, z których większość nie jest jeszcze opublikowana. Dotychczas ukazały się publikacje:
- Ks. Michał Potaczało Wspomnienia wojenne, Chełmek-Oświęcim, 1966.
- Ks. Michał Potaczało Wierszem i prozą, Oświęcim, 2003.

Pisał też artykuły do czasopism, między innymi do "Mówią Wieki".

## Upamiętnienie
Szkoła Podstawowa nr 5 w Chrzanowie nosi imię ks. Potaczały, a w Zespole Szkół Technicznych "Fablok" w Chrzanowie w 2005 roku wmurowano tablicę pamiątkową ku czci ks. Potaczały.